# Gerhard Rose

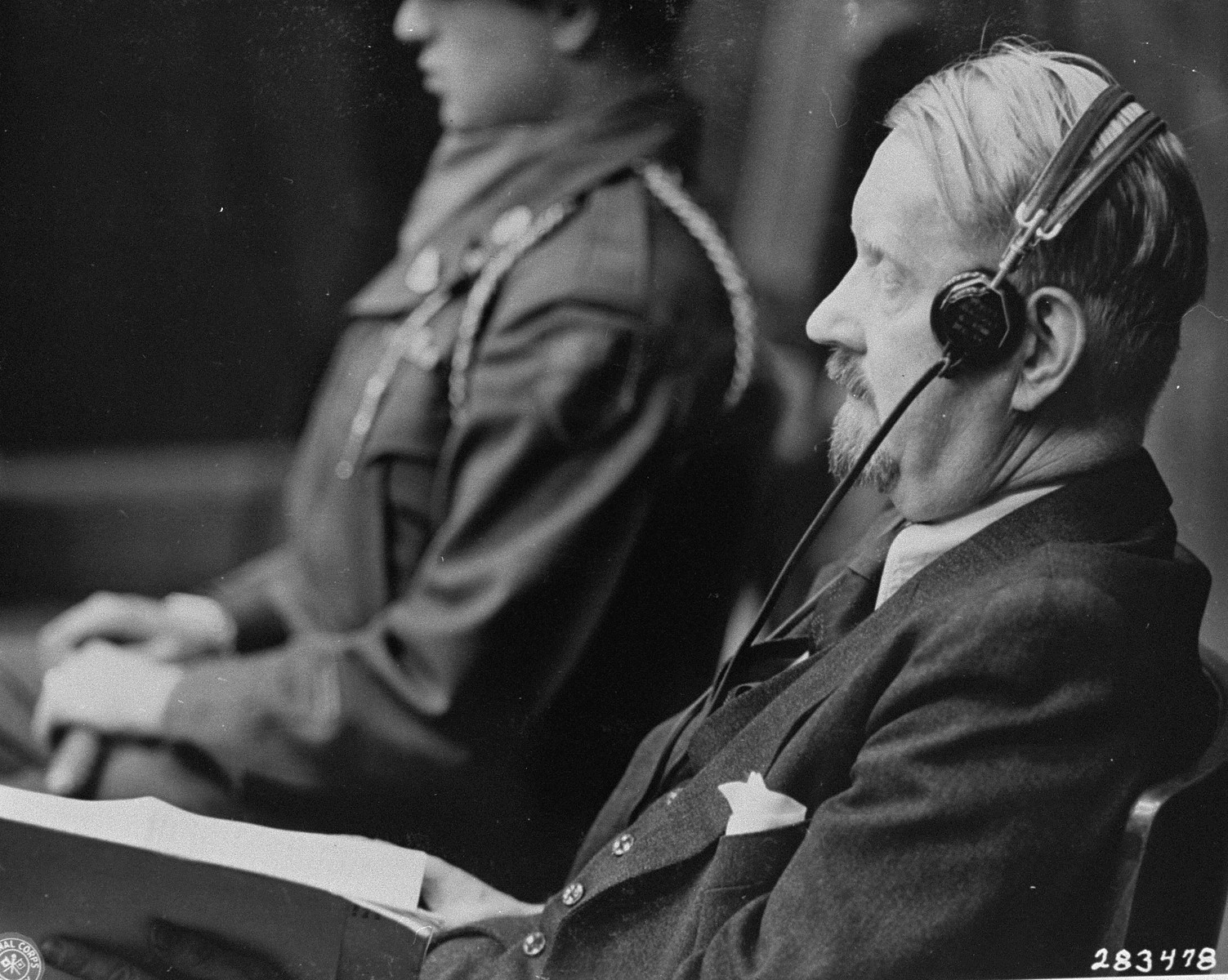
Gerhard Rose tijdens het Artsenproces.

Gerhard Rose (Danzig, 30 november 1896 – Obernkirchen, 13 januari 1992) was een Duitse expert in de tropengeneeskunde, die na de Tweede Wereldoorlog werd veroordeeld voor onder andere misdaden tegen de menselijkheid, begaan in de concentratiekampen.
Rose studeerde aan de Universiteit van Breslau en aan de Universiteit van Berlijn. Nadat hij zijn studie had afgerond, ging hij werken bij onder meer het Robert Koch Instituut en aan de Universiteit van Heidelberg. In 1929 vertrok Rose naar China, waar hij tot 1936 werkte.
In 1939 werd Rose lid van de medische afdeling van de Luftwaffe. Hij deed onderzoek naar malaria en tyfus. Hij gebruikte daarbij gevangenen uit de kampen Dachau en Buchenwald. Aan het einde van de oorlog werd hij gearresteerd door de Amerikanen.
Tijdens het Artsenproces in Neurenberg werd Rose schuldig bevonden aan oorlogsmisdaden en misdaden tegen de menselijkheid. Hij werd veroordeeld tot levenslange gevangenisstraf, hetgeen later werd omgezet naar twintig jaar gevangenisstraf. In 1955 werd hij vervroegd vrijgelaten uit de gevangenis van Landsberg.

## Lidmaatschapsnummers
- NSDAP-nr.: 346 161 (lid 1 november 1930)